# 4740 Veniamina
4740 Veniamina este un asteroid din centura principală, descoperit pe 22 octombrie 1985 de Liudmila Juravliova.